# Jernkronen
Jernkronen (Corona Ferrea) er navnet på den langobardiske kongekrone, som blev brugt til at krone langobardiske, tysk-romerske og italienske konger fra starten eller midten af det 9. århundrede indtil det 19. århundrede. I dag opbevares kronen i Monzakatedralen nær Milano, Lombardiets nuværende hovedstad. Kronen er samtidig et relikvie, da der på indersiden sidder et tyndt jernbånd, som efter traditionen skal være smedet af jernet fra de nagler, der blev brugt til Jesu korsfæstelse.

## Kronen
Kronen er en guld-sølv blanding med omkring 80% guld og er dannet af seks sammensatte plader. Den er 15 centimeter i diameter og 5,5 centimeter i højden. Den er dekoreret med 26 røde guldknopper, 22 juveler i forskellige farver og 24 emaljerede juveler. Det cirkulære jernbånd, der skal være fremstillet af de hellige nagler, findes på indersiden af de seks plader. Kronen er for lille til at kunne nå om hovedet på en mand: oprindeligt kan kronen have bestået af otte plader i stedet for seks.

## Historie
Ifølge traditionen gravede kejserinde Helena (250-330), Konstantin den Stores mor, efter relikvier forbundet med Jesu lidelseshistorie på Golgata. Her skal hun have fundet Det Sande Kors med naglerne stadig fæstnet til. Korset lod hun blive i Jerusalem, naglerne tog hun med tilbage til Konstantin i Rom. Han brugte en af dem til hestebidsel, således at han og hesten kunne være beskyttet i krig, en anden blev smedet ind i hans hjelm.
To århundreder senere donerede Pave Gregor den Store en af naglerne til den langobardiske dronning Teodolinda (570-628) for hendes arbejde med at omvende langobarderne til kristendommen. Hun omsmeltede jernet og brugte det til Jernkronen. Det var også Teodolinda, som havde opført katedralen i Monza, kronens nuværende opholdssted. Hun donerede selv kronen til katedralen i 628.
Jernkronen blev brugt først af de langobardiske konger og derefter af Karl den Store, (som fik den i 775), og derefter til kroning af italienske og tysk-romerske konger. Den italienske historiker Bartolomeo Zucchi (1570-1630) opgjorde i omkring år 1600, at Jernkronen allerede da havde kronet 34 konger. Kejserne fra det hellige tysk-romerske rige blev ved kroningsceremonien kronet tre gange: som konge af Tyskland, som konge af Italien og som kejser (kronet af paven). Normalt ville kroningen med jernkronen blive foretaget i Skt. Ambrosius basilika i Milano. Nogle gange foregik det dog i Monza eller Pavia (Karl den Store, Otto den Store, Henrik den fjerde, Frederik Barbarossa), og andre byer. Pavia var den oprindelige regeringsby i det langobardiske kongerige, hvorfor de fleste af de tidlige konger blev kronet der. Kejser Konrad var den første til at lade sig krone i Milano.
Uanset hvor kroningen blev foretaget, så forblev jernkronens hjem Monza, hvorfor byen blev lagt direkte under kejserne og tildelt forskellige privilegier og skattefrihed. I 1248 blev kronen imidlertid givet i pant for et stort lån og taget fra katedralen i Monza og først ført tilbage i 1319. Kort efter blev den flyttet til Avignon, som på dette tidspunkt var paveby, hvor den blev fra 1324 til 1345 – i denne periode blev den for en kort stund stjålet, men tyven blev fanget, og kronen returneret. I 1354 udstedte Pave Innocens 4. et edikt hvori han bekendtgjorde, at Monza for fremtiden skulle have retten til jernkronen, og at kongerne skulle krones i katedralen.
Traditionen med tredobbelt kroning blev afbrudt af Karl den femte (1500-1558), som blev kronet i Bologna i år 1530 – da han abdicerede i 1556, delte han sit kongedømme i to, kongedømmerne Italien og Tyskland. Imidlertid blev traditionen genoptaget to århundreder senere, da hertugdømmet i Milano kom på østrigske hænder og kejser
Frans af Habsburg modtog jernkronen i 1792.
Den mest berømte eller berygtede kroning var imidlertid den 26. maj 1805, da Napoléon Bonaparte (1769-1821), siddende på en overdådig trone i Milano, lod sig krone til konge af Italien med ordene Dieu me la donne, gare à qui la touche – Gud har givet den til mig, ve dem som rører den.
Ved samme lejlighed grundlagde Napoléon den 15. juni 1805 Jernkronens Orden. Efter Napoleons fald blev Lombardiet annekteret af Østrig, og ordenen blev gengrundlagt den 1. januar 1816 af Frans af Habsburg.
Den 6. september 1838 lod Ferdinand 1. (1793-1875) sig krone med jernkronen til konge af Kongeriget Lombardiet-Venetien ved en ceremoni i Milano.
Under en krig mellem Østrig og Italien gik det østrigerne skidt, og i 1859 blev de nødt til at trække sig tilbage fra Lombardiet. På tilbagetoget tog de Jernkronen med tilbage til Wien, hvor den forblev indtil 1866, hvor den blev givet tilbage til Italien efter den tredje italienske uafhængighedskrig.
Jernkronen blev dog ikke igen brugt til kroning. Den var blevet et symbol på østrigsk dominans, og Kongeriget Italien var desuden på konfliktkurs med Pavestaten, efter at Rom var blevet indtaget, hvilke gjorde brugen af jernkronen – der også var et uerstatteligt katolsk relikvie – upassende.
Kong Umberto prøvede muligvis at genindføre jernkronen i det italienske monarki. Han tilføjede et billede af kronen til kongens våbenskjold, men snigmordet på ham i 1900 afbrød hans planer. Alligevel har hans gravplads en bronzeafstøbning af jernkronen. Hans søn, Viktor Emmanuel ønskede ikke en kroningsceremoni og med kongedømmets afskaffelse og republikkens indførelse i 1946 stoppede jernkronen med at spille en politisk rolle.
Jernkronens foreløbigt sidste rejse skete under den 2. verdenskrig. Ærkebiskoppen af Milano, Alfredo Ildefonso Schuster, frygtede, at nazisterne ville stjæle kronen, så han lod den hemmeligt overføre til Vatikanstaten, hvor den blev indtil 1946. To præster tilknyttet katedralen i Monza bragte den igen tilbage til Monza i en hatteæske skjult i en kuffert.

## Jernkronen i kulturen
Et overraskende møde med jernkronen findes i kapitel 37 "Solnedgang" af Herman Melvilles Moby Dick. Det korte kapitel omhandler Kaptajn Ahabs monolog. I hans vrangforestillinger forbundet med storhedsvanvid forestiller han sig selv kronet med Lombardiets jernkrone.
Den italienske film La corona di ferro (1935) instrueret af Alessandro Blasetti fortæller en fantasihistorie om kronens ankomst til Italien.

## Herskere, der er blevet kronet med jernkronen (i udvalg)
- Karl den Store (774)
- Berengar af Friuli (888)
- Ludvig den blinde (900)
- Hugo af Italien (926)
- Lothar af Italien (947)
- Otto den Store 951
- Heinrich II: (1004)
- Konrad den anden (1026)
- Konrad 3. af Franken (1128)
- Frederik Barbarossa (1152)
- Henrik den fjerde (1311)
- Ludwig 4. af Bayern (1327)
- Sigismund af Luxemburg (1431)
- Frederik den tredje (1452)
- Karl den femte (1530)
- Napoléon Bonaparte (1805)
- Ferdinand den første (1838; den – foreløbigt – sidste)